# Pseudabraxas taiwana
Pseudabraxas taiwana är en fjärilsart som beskrevs av Inoue 1986. Pseudabraxas taiwana ingår i släktet Pseudabraxas och familjen mätare. Inga underarter finns listade i Catalogue of Life.